# 大巴靈頓 (麻薩諸塞州普查規定居民點)
大巴靈頓（英語：Great Barrington）是位於美國麻薩諸塞州伯克夏縣的一個普查規定居民點。

## 人口
根據2020年美國人口普查的數據，大巴靈頓的面積為3.85平方千米，當中陸地面積為3.73平方千米，而水域面積為0.12平方千米。當地共有人口2234人，而人口密度為每平方千米580.26人。